# L'Année du roi Javan
L'Année du roi Javan (titre original : King Javan's Year) est un roman de fantasy appartenant au cycle des Derynis de Katherine Kurtz. Il fut publié en anglais américain en 1992 par Del Rey Books, et traduit en français par Michèle Zachayus. C'est le deuxième tome de la Trilogie des héritiers. L'action se déroule entre juin 921 et octobre 922.

## Résumé
Alroy, roi de Gwynedd, se meurt. Son jeune frère Rhys Michael envoie alors chercher son aîné, jumeau du roi, Javan, enfermé depuis trois ans dans une abbaye. Le nouveau roi devra se battre face à son Conseil pour imposer ses vues.
Son Potentiel Haldane sera activé par ses amis derynis dont deux sont présents en secret à la cour.
Le jeu mortel de la politique est dangereux pour un roi de seize ans... et s'il devient trop incontrôlable, un régicide est toujours possible.